# Хлебины

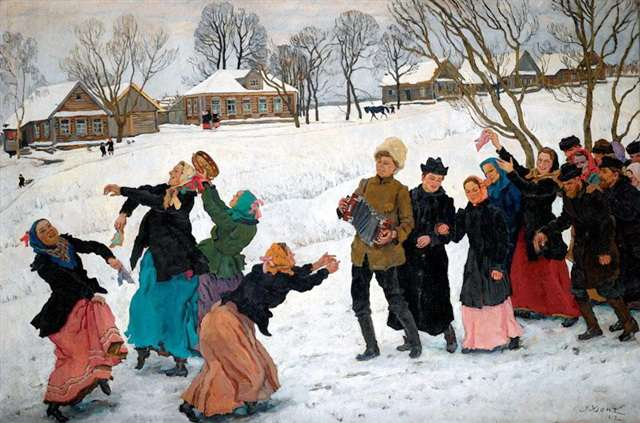
К. Ф. Юон «Пляска свах. Лигачево (Московская губерния)», 1912

Хлебины (почестье, госьба, отгостки, перегулка) — третий и последний день русской свадьбы. Целью этого дня, включавшего взаимные визиты породнившихся семей, было сближение новых свойственников.

### Гулять свадьбу
Этот день был наполнен весельем. Гостей встречали с хлебом-солью, старались хорошо угостить, устраивали игры, пляски, шутки ряженых. Свадебники шумно катались по деревне, крали кур, ощипывали, варили и ели их.
В записи Д. Чирцова приводится свидетельство о том, что гости после свадьбы «наряжаются в смешные одежды, притворяются на разные манеры и ездят по деревне».

### Искать ярку
Распространённый обычай «искать ярку (тёлушку)» заключался в театрализованном разыгрывании пропажи и поиска молодой. В наказание за её пропажу свата заворачивали в рогожу, перевязывали верёвками и водили по селу, а сваху возили в корыте, забрасывали снегом, били соломенным жгутом. Нашедшуюся молодую осматривали, замечали отсутствие косы и бабий убор на голове, после чего родители отказывались от своих прав на неё.